# Ємельяново (Красноярський край)
Ємельяново (рос. Емельяново) — смт в Росії, у Красноярському краї, адміністративний центр Ємельяновського району. Населення - 11 492 осіб.
В рамках державного устрою утворює муніципальне утворення Ємельяново зі статусом міського округу як єдиний населений пункт у його складі.

## Географії
Розташований на правому березі річки Кача, на автодорозі М-53, за 15 км на захід від міста Красноярськ.
Поруч із селищем розташований однойменний аеропорт.